# The Thief and the Girl
The Thief and the Girl è un cortometraggio muto del 1911 diretto da David W. Griffith.

## Trama
Un ladro progetta con la fidanzata, che è stata assunta come cameriera, di rubare nella casa dove lei lavora. Mentre si trova nel parco vicino in attesa della sua complice, l'uomo incontra una bambina che lo affascina con la sua ingenuità e la sua innocenza. La notte del furto, il ladro si introduce nella residenza insieme al suo assistente ma un rumore sveglia la piccola dei padroni di casa che, insieme al maggiordomo, scopre i malintenzionati. Il ladro si rende conto che la piccola è la stessa che lo aveva tanto colpito: con uno stratagemma, riesce ad andarsene dalla casa insieme all'assistente. Poi, quando nel parco incontra la fidanzata, le confida che ha deciso di cambiare vita e di diventare un uomo onesto, provocando così la gioia della ragazza.

## Produzione
Il film fu prodotto dalla Biograph Company. Venne girato in California, a Pasadena.

## Distribuzione
Distribuito dalla General Film Company, il film - un cortometraggio in una bobina - uscì nelle sale cinematografiche statunitensi il 6 luglio 1911. Copia della pellicola viene conservata negli archivi del Museum of Modern Art.